# دونيجة رشيقة
دُونِيجَة رشيقة هو نوع من النباتات المزهرة من جنس دونيجة في الفصيلة الجريسية. هذه الزهرة البرية السنوية المبهرجة مستوطنة في ولاية كاليفورنيا حيث تعيش في برك الربيع وغيرها من الأماكن الرطبة في الجزء الأوسط من الولاية.